# Adalet Ağaoğlu
Adalet Ağaoğlu, nata Sümer (Distretto di Nallıhan, 13 ottobre 1929 – Istanbul, 14 luglio 2020), è stata una giornalista, scrittrice e drammaturga turca.
Considerata una delle più importanti autrici della letteratura turca del Novecento, ha anche prodotto saggi, memorie e racconti.

## Biografia
Adalet Sümer nacque nel 1929 a Nallıhan; suo padre Hafız Mustafa Sümer era un commerciante di tessuti. Era la secondogenita e unica figlia di una famiglia di quattro figli; i suoi fratelli erano Cazip Sümer (1925-1975), drammaturgo, l'attore Güner Sümer (1936-1977) e l'uomo d'affari Ayhan Sümer (1930-2020). Dopo aver completato la sua istruzione primaria a Nallıhan, si trasferì ad Ankara con la sua famiglia nel 1938.
Dopo avere completato gli studi secondari presso la scuola superiore per ragazze di Ankara, si laureò presso il Dipartimento di lingua e letteratura francese della Facoltà di lingue, storia e geografia dell'Università di Ankara nel 1950.
Il suo interesse per la letteratura nacque con le poesie mentre frequentava il liceo e presto si dedicò alla drammaturgia. Iniziò a scrivere per la prima volta nel 1946 pubblicando recensioni teatrali sul quotidiano Ulus. Le sue poesie furono pubblicate sulla rivista Kaynak tra il 1948 e il 1950.
Tra il 1951 e il 1970 ricoprì vari incarichi per la TRT (Türkiye Radyo ve Televizyon Kurumu), l'azienda radiotelevisiva di Stato turca. Scrisse la sua prima commedia radiofonica, Aşk Şarkısı ("Canzone d'amore"), l'anno in cui iniziò a lavorare a radio Ankara. Mentre lavorava per la radio, fondò il primo teatro privato di Ankara, il Meydan Sahnesi, con i suoi quattro amici Kartal Tibet, Üner İlsever, Çetin Köroğlu e Nur Sabuncu. Pubblicò sulla rivista Meydan Sahne. Nel 1953 si recò a Parigi per migliorare i suoi modi e la sua conoscenza del teatro. Lo spettacolo teatrale Bir Piyes Yazalım ("Scriviamo una commedia"), che scrisse con Sevim Uzungören nel 1953, fu messo in scena ad Ankara nello stesso anno.
Sposò l'ingegnere Halim Ağaoğlu nel 1954.
L'artista proseguì l'attività come drammaturga fino alla stesura del suo primo romanzo. Divenne una delle principali drammaturghe degli anni sessanta e settanta con le commedie che scrisse una dopo l'altra. Lo spettacolo Çatıdaki Çatlak ("La crepa nel tetto") venne bandito mentre veniva messo in scena al teatro nazionale di Ankara nel 1965; questo evento la spinse a scrivere un romanzo. L'artista, che nel 1970 si dimise dal dipartimento radio della TRT in ragione della perdita di autonomia della TRT, dopo quella data non svolse altro lavoro se non quello di scrittrice. Utilizzò pseudonimi come "Remus Tealada" e "Parker Quinck" in alcuni periodi della sua carriera letteraria.
Il suo primo romanzo Ölmeye Yatmak ("Sdraiarsi a morire") venne pubblicato nel 1973. Tutte le sue opere sono state oggetto di un intenso dibattito sin dal suo primo romanzo, che analizza i tumulti e i cambiamenti nella storia recente della società turca. Ölmeye Yatmak costituisce una trilogia con i successivi romanzi Bir Düğün Gecesi ("Una notte di nozze", 1979) e No (1989) che scrisse in seguito e ha vinto numerosi premi (questa trilogia è presentata con il titolo Dar Zamanlar ("Tempi ristretti") in linea con il richiesta dell'autore nelle nuove edizioni di Yapı Kredi). Non appena furono pubblicati Bir Düğün Gecesi e No, il suo secondo romanzo Fikrimin İnce Gülü ("La sottile rosa della mia idea") fu confiscato alla sua quarta edizione. Ağaoğlu, processata nel 1981 con l'accusa di "offesa e diffamazione delle forze militari" per questo romanzo, venne assolta dopo due anni. Bir Düğün Gecesi, invece, rimase inquisito; per questo romanzo venne accusata di avere plagiato le opere di Aldous Huxley; malgrado ciò Bir Düğün Gecesi fu ritenuto meritevole di tre importanti premi per il romanzo dell'epoca, suscitando lunghe polemiche.
Dopo il 1983 iniziò a vivere a Istanbul. Nel 1985 pubblicò Temizliği ("Pulizia"), un romanzo di memorie. Tornò alla drammaturgia nel 1991 con Çok Uzak Fazla Yakın ("Troppo lontano troppo vicino"). Quest'opera si aggiudicò il Gran Premio Türkiye İş Bankası per la letteratura l'anno successivo. La frase coniata da Can Yücel "Sei l'incidente più bello della Turchia" per Adalet Ağaoğlu, che subì un grave incidente stradale nel 1996 e venne ricoverata in ospedale per due anni, divenne il titolo di un libro di conversazioni fluviali di Feridun Andaç con Adalet Ağaoğlu, pubblicato nel 2006. L'antologia che raccoglie gli articoli su Adalet Ağaoğlu venne curata dal marito Halim Ağaoğlu e pubblicata nel 2003 col titolo Herkes Kendi Kitabının İçini Tanır ("Tutti conoscono l'interno del proprio libro"), in commemorazione del 55º anniversario degli scritti di Adalet Ağaoğlu.

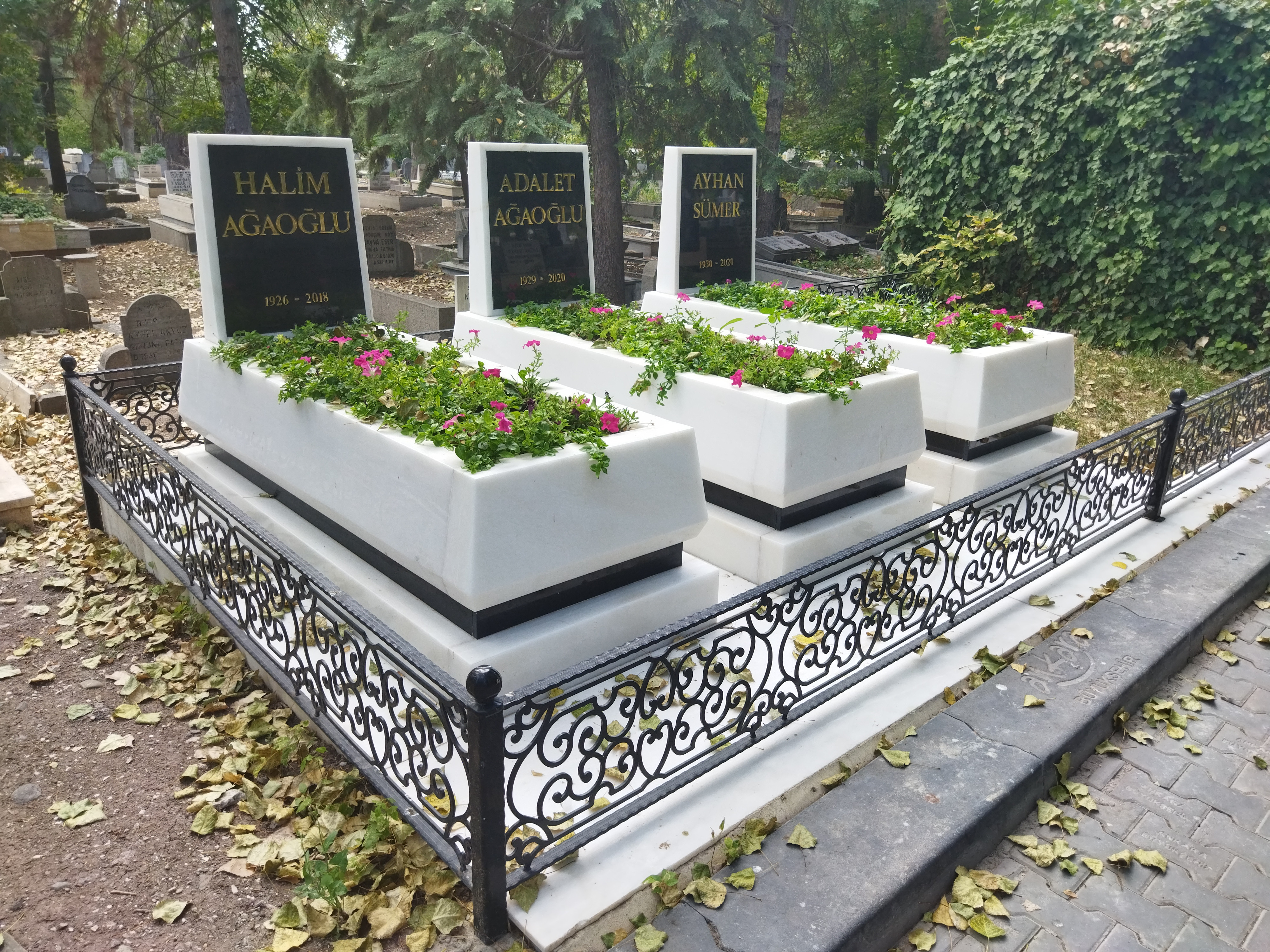
Tomba di Adalet Ağaoğlu (al centro) nel cimitero di Cebeci Asri

Ağaoğlu è stata tra le fondatrici dell'HRA (Human Rights Association, Associazione per i diritti umani), fondata nel 1986, ma si è dimessa nel luglio 2005, affermando che l'HRA aveva una posizione razzista-nazionalista unilaterale e dicendo: "Stanno seguendo una politica pro-PKK". Ha sostenuto la campagna online Özür Diliyorum ("Chiedo scusa") lanciata nel dicembre 2008.
Durante un panel tenuto con vari partecipanti durante il referendum costituzionale del 2010, è stata oggetto di un attacco di uova da parte di un gruppo chiamato Collettivi studenteschi.
Ha annunciato di avere smesso di scrivere dopo la morte del marito Halim Ağaoğlu nel 2018. Nello stesso anno ha ricevuto un dottorato honoris causa dall'Università di Boğaziçi per i suoi contributi al mondo culturale e intellettuale del nostro paese con le sue opere originali e pionieristiche nel campo dei romanzi turchi.
Ağaoğlu, dopo avere ricevuto trattamenti di terapia intensiva, morì il 14 luglio 2020 per insufficienza multiorgano. Il suo corpo è stato sepolto nel cimitero di Cebeci Asri il 15 luglio.

## Premi e riconoscimenti
Ağaoğlu ha ricevuto numerosi riconoscimenti oltre ai premi letterari per la sua scrittura. Per la sua percezione dei cambiamenti sottili e palesi nella moderna società turca e per il suo scritto intitolato Modernizm ve Toplumsal Değişim ("Modernismo e cambiamento sociale"), Ağaoğlu ha ricevuto il Cumhurbaşkanlığı Kültür ve Sanat Büyük Ödülleri (Premio al merito della cultura e delle arti) della presidenza turca nel 1995. Nel 1998 ha ricevuto un dottorato onorario dall'Università Anadolu e un Ph.D. of Humane Letters dalla Ohio State University.

## Opere

### Teatro e radiodramma
- Bir Piyes Yazalım ("Scriviamo una commedia"), con Sevim Uzungören (recitato, inedito), 1965
- Yaşamak ("Vivere"), 1955
- Evcilik Oyunu ("Gioco coniugale"), 1964
- Sınırlarda Aşk ("Amore ai confini"), 1965
- Tombala ("Tombola"), 1967
- Çatıdaki Çatlak ("La crepa nel tetto"), 1969
- Sınırlarda Aşk-Kış-Barış ("Amore-inverno-pace ai confini"), 1970
- Üç Oyun: Bir Kahramanın Ölümü, Çıkış, Kozalar ("Tre giochi: morte di un eroe, esodo, bozzoli"), 1973
- Kendini Yazan Sarki ("Canzone scritta da sola"), 1976
- Duvar Öyküsü ("Storia del muro"), 1992
- Çok Uzak-Fazla Yakın ("Troppo lontano, troppo vicino"), 1991

### Romanzi
- Ölmeye Yatmak ("Sdraiarsi a morire"), 1973
- Fikrimin İnce Gülü ("La sottile rosa della mia idea"), 1976
- Bir Düğün Gecesi ("Una notte di nozze"), 1979
- Yazsonu ("La fine dell'estate"), 1980
- Üç Beş Kişi ("Tre Cinque Persone"); traduzione inglese di John Goulden come Curfew: A Novel, 1984, ISBN 0292704798
- Hayır... ("No..."), 1987
- Ruh Üşümesi ("Il freddo dell'anima"), 1991
- Romantik Bir Viyana Yazi ("Una romantica estate viennese"), 1993